# 君王堂
君王堂又名帝王堂、耶稣善牧堂，是中国上海市的一座天主教堂。旧堂建于民国17年（1928年），位于法租界中心的蒲石路（今长乐路）165号，东临圣母院路（今瑞金一路），西面毗邻华懋公寓（今锦江饭店），对面是震旦女子文理学院（今上海社会科学院址）及震旦女中；1993年建设新堂，位于原卢湾区、现黄浦区巨鹿路361号。该堂以基督普世君王节为本堂瞻礼日。

## 历史

### 1949年以前
君王堂由天主教南京宗座代牧区辅理主教惠济良创建于民国17年（1928年），当年建成，12月23日由上海耶稣会会长山宗泰主持了祝圣仪式。因该堂东临圣母院路，在1933年土山湾印书馆出版的《上海教区》地图中被标记为“圣母院路”堂口。该堂由美国加利福尼亚耶稣会会士管理，并作为该会省在上海的办事处（该会省还负责在扬州监牧区传教，以及上海的金科中学和虹口耶稣圣心堂）。民国32年（1933年），正式成为法租界内专门为外国天主教徒服务的堂口，且定为英语堂口，第一任本堂司铎为英籍耶稣会传教士麦道南，主要服务于操英语的在沪洋行的外籍职员；每到大瞻礼日，也有外国驻沪领事和军官以及他们的家属等来望弥撒。那时，中国教友不准进堂参与弥撒，几经交涉斗争，才准进入。比较有名的中国教友有京剧演员言慧珠等。上海教区有多处堂口带有外国侨民色彩，比如洋泾浜圣若瑟堂和虹口耶稣圣心堂，但在君王堂这里反映得最为明显。此处同样还有一个在穷人中服务的天主教慈善联合会。堂区同时经营若翰纳公学。
君王堂同样也是徐州府传教区和加拿大耶稣会的账房所在地，由桑经农神父担任账房神父。
君王堂建堂初期有信徒1700多人。1949年，该堂区有教友2309人。

### 1949年至1978年
上海解放后，君王堂并未关闭。1950年，全年进行弥撒祭礼2611次。
1951年11月13日，龚品梅主教与耶稣会格寿平会长在君王堂为殉教的张伯达神父举行致命者弥撒圣祭。
1951年2月1日，天主教震旦大学被政府接收，传教士退出学校，于是该校天主教学生的神师朱树德改任君王堂本堂神父，朱洪声任副本堂，两人都曾在海外留学，知识渊博，信仰热诚。朱树德神父在君王堂成立大專教理小組，邀请蔡石方、陈天祥、陈云棠等神父讲道，吸引了五、六十位青年学生热诚投入宗教生活。当时君王堂的唱经班也颇具水准，美国神父柏世安的男低音，陈奇妍的女高音，和陈鲁似的电子琴，以及男女四、五部合唱，吸引许多教友，以致堂内总是爆满。
1953年5月11日（中华圣母瞻礼日）下午，根据龚品梅主教指定，在君王堂大草坪举行了盛大的天主教上海教区恭迎圣母仪式。大专院校的公教青年团团员抬着法蒂玛圣母像在前引导，后面是热切而庞大的教友队伍，龚品梅主教在台上检阅，宣布奉献上海教区于圣母，并鼓励教友抢救灵魂，青年学生完全奉献。
1953年6月15日夜，上海市公安局同时搜查帝王堂等处天主教机构，逮捕13名“帝国主义间谍”，君王堂的本堂神父朱树德，以及外籍神父，包括斐有文神父（Fr. Thomas Philips）、何雍之神父（Fr. John Houle）、金理福神父（Fr. John Clifford）等都在这时被捕，判处徒刑，皋石室神父（Fr. Joseph Gatz）和柏世安神父（Fr. John Palm）则被关在三楼气楼，数月后驱逐出境。6月17日，以帝王堂为中心的一批教徒和公教青年团团员进行示威。堂内聚集大批教友不断念玫瑰经，等候神父，于是警方批准朱洪声神父每天早晚出来两次做弥撒。1954年4月，解放军退出君王堂。1955年9月8日夜，上海市公安局出动大批警力，君王堂本堂神父朱洪声和龚品梅主教以及30多名神父同时被捕。此后君王堂继续开放。1959年调整活动场所时，君王堂继续作为卢湾区保留下来的2座天主教教堂之一。
在整个50年代，该堂宗教活动频繁，信徒人数有较大增长，到1961年达到2309人。
1966年，文化大革命开始，君王堂被卢湾区造反派组织占用，后由上海画院油画雕塑创作室占用。

### 1978年以来
1978年中共十一届三中全会以后，宗教政策调整，君王堂重新归还上海教区。1982年，因兴建新锦江大酒店工程需要，经协商，决定移新址建堂。1985年，拆除教堂，用于建造新锦江大酒店。
1991年，君王堂新堂在巨鹿路361号底楼新址开堂。1993年4月25日，君王堂新堂由金鲁贤主教举行开堂弥撒。新堂建筑面积250平方米。同年始，天主教上海教区的英语弥撒设在君王堂新堂。英文弥撒参与者以在沪工作的外籍人员及他们的家属为主，来自30多个国家和地区。2002年迁至重庆南路圣伯多禄堂。现在该堂主日只有中文弥撒，约300人参加。
1987年，光启音乐学校创办，同年9月5日开学。该校是由天主教上海教区创办、委托上海天主教知识分子联谊会申请注册并由光启进修学校董事会领导的教育机构。光启音乐学校是教会内的称谓，按照民办教育相关法规，在上海市教委注册为“上海黄浦区光启进修学校”。该学校先后开设法语、德语、英语等语种及计算机教学班。2008年，光启进修学校调整自身定位，学校由原外语和计算机教学转成光启音乐学校。9月9日举行音乐专业开学典礼。
上海教区学术出版机构光启社在1993年时也曾迁至君王堂，1998年10月又迁到重庆南路圣伯多禄堂，现则位于徐家汇漕溪北路中金国际广场内。
1998至2005年，上海市天主教爱国会会址设在君王堂内。
2024年，君王堂闭堂进行内部软装修。同年底开堂。现在该堂的弥撒时间是：（周二）19：00、（周三、周四）7：30；（主日）10：00。2024年1月8日，马大超神父被任命为本堂司铎、光启音乐学校校长。

## 建筑
君王堂旧堂是混凝土建筑，外观方形，内部装修精美，教堂后面有两块很宽阔的草坪。建筑外观带有类似古罗马柱式风格的山墙，北端临街一侧有一圆形小穹顶，在上海圣堂中可谓独一无二。内部装修也十分精美。堂区还特别设有带弹子房、乒乓房、羽毛球场、网球场、茶点室等娱乐休闲设施的俱乐部，供教友们享用。俱乐部功能之齐全，为上海各教堂所独有。每到主日，更是热闹非凡。人们在弥撒后纷纷留下，于俱乐部内喝咖啡、吃点心，或打球、或聊天，也可参加唱经班、圣经组等活动。而圣堂前的大草坪占了堂区一半以上的面积，是孩子们嬉戏玩耍的好去处。那时教区的一些大型活动，也多选择在这个大草坪举办。

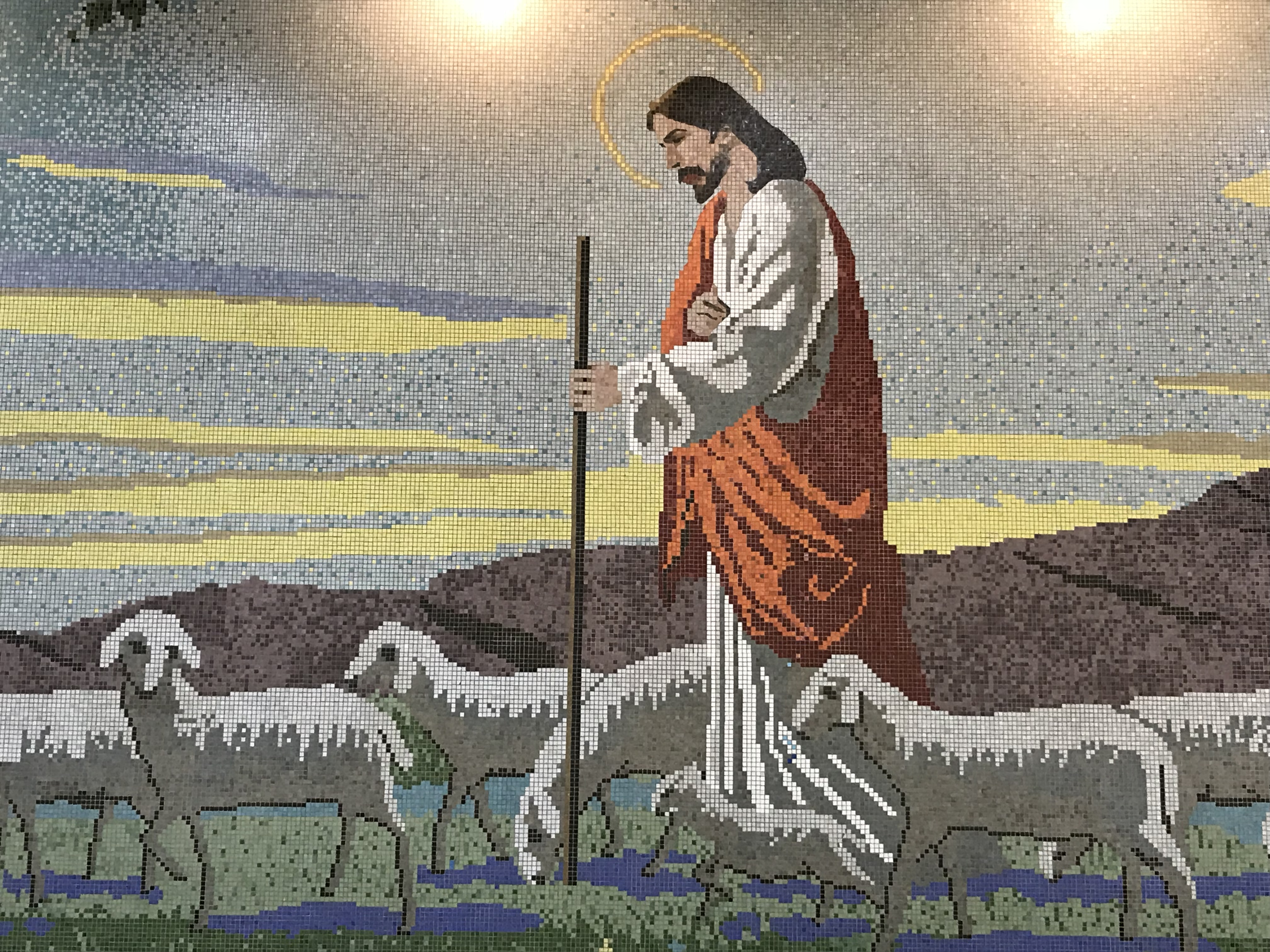
君王堂内巨幅彩色马赛克镶嵌壁画“耶稣善牧”

君王堂新堂设在巨鹿路361号大楼底部，建筑面积 540平方米，外观上简洁、现代。最大的亮点是在圣堂内的整面左墙，这是一面用20多种颜色、26万多块2厘米见方的马赛克，以人工拼贴成长20米、宽6米的巨大“耶稣善牧”圣像的墙面，故也被称为“耶稣善牧堂”。近年来，依靠教友们的捐助，堂区重置了祭台和座椅，将属于堂区使用的二楼的3个房间进行了重新分割装修，打造了一间更适合孩子们使用的教室，以及适合小型聚会的大厅和兵乓室。到了主日天，弥撒期时孩子们按年龄分教室上主日学，弥撒后有唱经班活动、信仰生活分享。凡此种种，仿佛依稀呈现出君王堂过往的一些特色服务项目。

## 相关文学创作
金宇澄的小说《繁花》（2012年）中，描写在文化大革命中，主角沪生目睹君王堂被拆平，以及一位中年男教师自杀的场景。原址兴建起一座高达12.26米的主席像。